# Donkey Kong Country 2: Diddy's Kong Quest
Donkey Kong Country 2: Diddy's Kong Quest (o simplemente Donkey Kong Country 2, Diddy's Kong Quest y DKC2) es un videojuego de plataformas desarrollado por Rare y publicado por Nintendo en noviembre de 1995 en Norteamérica y Japón, y en diciembre en Europa. Es el segundo título de la serie Donkey Kong Country y secuela directa del juego del mismo nombre. El argumento se centra en Diddy Kong y su prometida Dixie Kong, que intentan rescatar a Donkey tras ser capturado por King K. Rool. La acción se desarrolla en la Isla Cocodrilo, compuesta por ocho mundos variados que suman cincuenta y dos niveles. Diddy's Kong Quest utiliza la misma técnica que su predecesor, una creada por Silicon Graphics, basada en imágenes tridimensionales prerenderizadas. Esté se ha beneficiado de una serie de mejoras, sobre todo en términos visuales, pero sobre todo en términos de mecánicas, que es más compleja y se centra más en la exploración, con muchos secretos ocultos y salas de bonificación, así como diversos objetos para coleccionar. Esto aumenta considerablemente la dificultad y la duración.
Diddy's Kong Quest recibió elogios unánimes de la prensa especializada en el momento de su lanzamiento por sus gráficos, mecánicas y música. Está considerado uno de los mejores videojuegos de plataformas bidimensionales jamás creados. Fue el segundo más vendido de 1995 y el sexto más vendido de Super Nintendo. Se adaptó en 2004 para Game Boy Advance bajo el título Donkey Kong Country 2. También se reeditó en la Consola Virtual de Wii en 2007 y en Wii U en 2014, antes de aparecer en New Nintendo 3DS en 2016. También se publicó una secuela para Super Nintendo, titulada Donkey Kong Country 3: Dixie Kong's Double Trouble! (1996).

## Trama

### Universo
El argumento de Donkey Kong Country 2: Diddy's Kong Quest se desarrolla en la Isla Cocodrilo, compuesta por ocho mundos variados que suman cincuenta y dos niveles. Se produce en un ambiente fuertemente influenciado por el mundo de la piratería. El primero se encuentra en el «Gangplank Galleon»: los Kongs tienen que explorar la cubierta, el mástil y las bodegas de este barco. El segundo es el «Crocodile Cauldron», un volcán al pie donde hay un barco naufragado. En «Krem Quay», antiguo puerto de la isla, las minas de diamantes siguen a las corrientes de lava antes de que el pantano se apodere de la zona. También hay un gran barco naufragado en medio del cenagal y las zarzas. El mundo «Krazy Kremland», alterna colmenas, pantanos, zarzas y un parques de atracciones con montañas rusas. El quinto, «Gloomy Gulch», es un oscuro barranco, habitado por fantasmas. El «K. Rool's Keep» es el castillo de K. Rool en lo alto. El «Flying Krock» es la fortaleza voladora del villano, que comprende un único nivel y el jefe final. Sin embargo, la aventura continúa durante un breve periodo de tiempo en el escenario secreto de «Lost World».

### Personajes y enemigos
Diddy Kong es el personaje central. Esta es la primera aparición de Dixie Kong en la franquicia. Estos dos monos forman parte de la familia Kong. También regresan o aparecen otros personajes, como Cranky Kong, que apareció en el primer juego de la serie Donkey Kong, y abuelo de Donkey, que aporta un toque cómico. Wrinkly Kong, la mujer de Cranky y abuela del protagonista, también hace su primera presentación. Funky Kong es su primo. También está Swanky Kong, que no está claramente emparentado con la familia Kong. Donkey Kong sólo aparece al final como personaje no jugable. El jugador también se encuentra con un imponente Kremling, Klubba, que da acceso al nivel secreto «Lost World». A lo largo de las fases, podrán contar con la ayuda de amigos animales, como el rinoceronte Rambi, el loro Squawks y el pez espada Enguarde, todos ellos presentes en la primera entrega. Nuevos animales hacen su debut: Quawks el loro, un cambio de paleta de Squawks, Squitter la araña, Ratle la serpiente, Clapper la foca y Glimmer el rape abisal. ￼
Los principales antagonistas son los reptiles Kremlings dirigidos por su líder Kaptain K. Rool. Anteriormente conocido como King K. Rool, pierde su título de rey tras su derrota en la primera entrega y vuelve aquí como capitán, Kaptain en inglés. Los protagonistas también se enfrentan a una gran variedad de enemigos: además de los Kremlings, hay ratas, puercoespines, abejas y buitres. En los sectores acuáticos hay peces globo, rayas y pirañas. El bestiario es más rico y variado que en el primer Donkey Kong Country.

### Argumento
En Galley Galleon, un barco pirata, Diddy Kong descubre una nota escrita en la que se indica que Donkey Kong ha sido capturado por Kaptain K. Rool. A cambio de su liberación, Rool exige el suministro de plátanos de la familia Kong, que no pudo conseguir en el juego anterior. Diddy y Dixie Kong intentan entonces liberarlo, y para ello ambos emprenden una aventura hacia la Isla de los Cocodrilos. Ayudados en su búsqueda por un montón de animales, acaban enfrentarse al jefe y derrotarlo, tras lo cual escapa mientras el dúo descubre la nueva zona «Lost World». En esta, una especie de volcán con un géiser en el corazón de la isla, vuelven a enfrentarse a Kaptain K. Rool y consiguen derrotarlo. Mientras la isla se hunde hasta el fondo, escapa en un pequeño bote.

## Sistema de juego

### General
Donkey Kong Country 2: Diddy's Kong Quest es un videojuego de plataformas bidimensional de desplazamiento lateral, en el que se controla a Diddy Kong o a su compañera Dixie Kong. Utiliza el mismo sistema de juego que la primera entrega de la serie, con nuevos escenarios que incluyen salas de bonificación y la colección de letras de la palabra «KONG». Sin embargo, la mecánica es más variada y se centra más en la exploración, en particular mediante la búsqueda de las fichas especiales DK, que en la velocidad, un aspecto típico del primer título. Presenta un mundo de ocho variados divididos en cincuenta y dos niveles. El objetivo principal es rescatar a Donkey Kong, que ha sido capturado por Kaptain K. Rool. Se deben saltar de plataforma en plataforma, evitar trampas y enemigos para llegar al final de cada fase. Cada uno tiene un jefe al que hay que derrotar para acceder al siguiente. Algunos presentan modos especiales, como nadar bajo el agua en zonas sumergidas, una carrera de cuadrigas en una montaña rusa, trepar por cuerdas y lianas, o viajar sobre pegajosas bandejas de panal. También tiene que recorrer etapas de plataformas sobre globos que flotan en el aire o, como en la primera entrega, rebotar sobre neumáticos. A veces la marea sube y la presencia de un pez hostil puede obligar a remontar. Algunas están heladas y el suelo es resbaladizo, mientras que otras están formadas principalmente o únicamente por barriles.
Cuenta con varios modos, incluido para un jugador, en el que cada usuarios alterna el papel de uno de los dos protagonistas, y uno competición en el que cada uno se turna para intentar terminar lo más rápido posible. En Diddy's Kong Quest, la navegación entre los distintos mundos y escenarios se gestiona mediante una serie de mapas muy simplificados, conocidos como «pantallas de planos», que muestran el progreso por los niveles y sirven únicamente para seleccionarlos. Cada uno está representado en por un icono, en el que inacabados muestran la cabeza de un Kremling y las fases o zonas amistosos están representados por personajes de la familia Kong. Sólo se puede acceder a los cinco etapa pagar los peajes Klubba correspondientes. Sólo se puede acceder a la del jefe si se han completado los cinco del mundo. A veces, puede dividirse en zonas, y se pasa de una a otra utilizar cañones de barril o entrar en una cueva, por ejemplo. Generalmente, una sala de transición, obligar a obtener una bonificación necesaria para completarlo.
Presenta efectos meteorológicos en algunos escenarios, como lluvia, niebla o tormenta eléctricas. Por otra parte, el viento es un elemento que puede influir en el rendimiento de un personaje jugador. Si alcanza el punto de control, un barril dibujado con estrellas situado en la mitad, vuelve a empezar desde este punto, si no, desde el principio cuando pierde una vida. Los jugadores pueden terminar con una puntuación del 102 % si completan todos los niveles, todos las fases de bonificación, recogen todas las monedas DK, incluidas las del mundo secreto, y visitan a los cuatro miembros de la familia Kong al menos una vez.

### Habilidades de los personajes
El jugador controla simultáneamente a los dos personajes del dúo, Diddy y Dixie. Hace evolucionar al avatar de su elección, mientras que el segundo, dirigido por la inteligencia artificial, sigue todos los movimientos del primero. Si este último es alcanzado por un enemigo, el segundo pasa a ser el activo y el otro desaparece. Si sólo tiene uno cuando es alcanzado, pierde una vida, y la partida si no le queda ninguna. También pierde una si uno o más caen en un agujero. El personaje jugador puede eliminar a sus oponentes saltar sobre ellos, realizar una voltereta o algún tipo de deslizamiento sobre ellos, o lanzarles barriles. Se puede cambiar entre los dos protagonistas en cualquier momento.
Se puede correr y saltar, agarrar cuerdas, cadenas, ganchos y cañas. Diddy y Dixie tienen habilidades diferentes. Diddy es más ágil y corre más rápido, mientras que Dixie salta más alto y puede ralentizar considerablemente su descenso en el aire con su cola de caballo giratoria. También puede girar sobre sí misma en el suelo para atacar a sus rivales, mientras que Diddy puede dar una voltereta para acabarlos. Se puede realizar una especie de doble salto al borde de los precipicios, lo que le impide caer pero también le permite llegar más lejos. Cada héroe puede coger al otro y llevárselo, y luego lanzarlo en todas direcciones. Esta acción puede utilizarse para atacar a los contendientes o llegar a lugares que de otro modo serían inaccesibles. A veces, el personaje arrojado queda aturdido cuando el otro lo tira, por lo que éste debe unirse a él para recuperar el sentido.
También cuenta con amigos animales, como en el Donkey Kong Country original. Sin embargo, ahora estos pueden ser montados por el usuario; si no, se transforma automáticamente en el animal amistoso. Para conseguirlos, se debe romper una caja con su imagen o entrar en un barril que los transforme. Rambi, el rinoceronte, puede cargar contra los enemigos, incluso contra los que el dúo no puede matar, y destruir paredes para revelar zonas secretas. Squawks, el loro, vuela por los niveles y puede escupir cacahuetes. El loro Quawks es un cambio de paleta de Squawks que no puede batir las alas ni escupir proyectiles, por lo que ofrece un descenso lento y controlado. La serpiente Rattly salta más alto que los protagonistas y también puede realizar un supersalto. Enguarde el pez espada tiene dos velocidades de nado y, con su rostrum, puede matar adversarios y abrir pasadizos secretos. La araña Squitter utiliza su telaraña para lanzarla como proyectil u horizontalmente, transformándola en una plataforma efímera. Clapper el sello que permite al usuario enfriar el agua que está demasiado caliente para soportarla o congelarla por completo. Glimmer el pez pescador ilumina los escenarios acuáticos más o menos sumidos en la oscuridad. En esta entrega, el protagonista no sólo monta estas monturas, sino que se transforma directamente en estos.

### Barriles

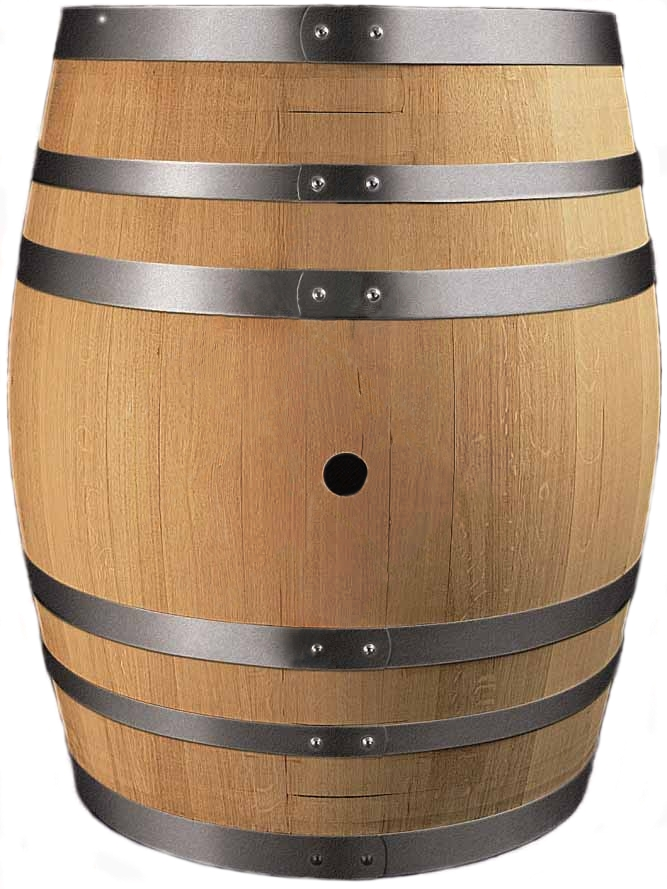
Muchos de los barriles ofrecen diversas funciones, desde los más básicos que se pueden lanzar hasta los marcados como «DK», que permiten recuperar a un personaje.

Como en el juego anterior, una multitud de barriles permiten al jugador realizar diferentes acciones. Se han añadido varios nuevos. El más simple se puede lanzar a los oponentes para matarlos. Los marcados con TNT explotan al romperse. Los marcados «DK» pueden utilizarse para traer de vuelta al segundo héroe si ya no está presente. Algunos de ellos sólo pueden ser utilizados por uno de los protagonistas o amigos animales. Algunos activan o desactivan un temporizador o elementos como abrir o cerrar puertas. Unos de los barriles, que llevan la efigie de los animales amigos, pueden transformarse para crear un nuevo aspecto. otros actúan como cañones. Cuando se salta a uno, éste lo lanza en una dirección específica, en una dirección decidida por el jugador, o hacia una fase de bonificación. Pueden impulsar al personaje nada más entrar o tras una cuenta atrás. Algunos ofrecen invencibilidad temporal, y el con estrellas marca el punto medio del nivel. Cuando lleva uno, una bala de cañón, un cofre o una caja, actúa como escudo. Además, los «Vuelos de Funky II» están representados por barriles que parecen aviones.

### Objetos y salas de bonificación
Se puede recoger una gran variedad de objetos. En cada nivel, hay plátanos en el suelo que se pueden obtener. Estos ofrecen una vida extra cuando recoge un centenar de ellos. Además, su ubicación a veces indica las direcciones que hay que tomar. Se pueden obtener vidas extra utilizar globos rojos, verdes y azules más o menos ocultos, que dan más o menos vidas y se parecen vagamente a Diddy. Al final de cada fase, se pueden ganar un objeto saltando sobre una diana mientras pasan los elementos. Las cuatro letras que componen la palabra «Kong» también están más o menos escondidas, y también ofrecen una vida cuando el jugador las ha recuperado todas. Cada escenario tiene una «ficha DK» que hay que ganar; hay que obtener un total de cuarenta para completarlo: se cuentan y se establece una clasificación. También debe recoger «monedas Krem», setenta y cinco en total, que dan acceso a la zona secreta al final. También pueden recoger «banana diet coins» o «banana coins» que sirven como moneda virtual y permiten obtener ayuda de la familia Kong.
A veces, una bala de cañón yace en el suelo. Se puede utilizar como arma, llevarla encima o lanzarla. Pero cuando la devuelve a un cañón, éste envía al personaje a una sala de bonificación. También hay cajas de madera que pueden utilizar como armas. Del mismo modo, se pueden recoger cofres del tesoro que estén tirados por ahí y utilizarlos del mismo modo que las de madera, con la diferencia de que no se rompe contra el suelo. Es más, cuando golpea a un enemigo, libera un objeto que hay que recoger.
Las salas de bonificación presentan desafíos cronometrados que se vuelven cada vez más difíciles de completar a medida que avanza, con el más mínimo error a menudo fatal, lo que resulta en un retorno a la fase, por lo general cerca del barril. Estos pueden utilizarse para obtener una moneda Krem, necesaria para pagar a Klubba. Hay tres tipos de desafío: encontrar la ficha, eliminar a los rivales o recoger las estrellas.

### Familia Kong
Se puede obtener ayuda de personajes no jugadores representados por la familia Kong, principalmente a cambio de monedas de plátano. Cranky Kong, en el «Museo de los Monos», proporciona secretos sobre el juego y pistas como la ubicación de las salas de bonificación y el punto débil de un jefe. Wrinkly Kong dirige el «Kollège Kong», que ayuda guardar el progreso de la partida o dando consejos. Funky Kong, a través de su servicio «Flights of Funky II», proporciona un avión que permite desplazarse por el mapamundi e ir a cada mundo adyacente. Swanky Kong presenta «Bonus à gogo de Swanky», una especie de programa de televisión: un minijuego en forma de concurso con preguntas sobre el propio título, que permite ganar vidas extra. El Klubba Kremling también cuenta con los «Klubba Kioskos» que permiten pasar al siguiente mundo, así como al último oculto.

## Desarrollo

### Antecedentes y equipo
El desarrollo de Donkey Kong Country 2: Diddy's Kong Quest corrió a cargo de Rare y comenzó poco después del lanzamiento de Donkey Kong Country en noviembre de 1994. Tras el enorme éxito del primer juego —se vendieron casi nueve millones—, podría haber una secuela muy pronto. El equipo empezó a trabajar incluso antes del rotundo éxito de DKC, entre otras cosas porque sabían que había muchas cosas que no habían podido incorporar en la primera entrega y que les gustaría presentar en una siguiente. El impulso inicial para la creación partió de la empresa y sus empleados, pero el rápido éxito de Donkey Kong Country confirmó el inicio oficial del proyecto. El personal se benefició de toda la experiencia profesional adquirida durante la creación del primer juego y se ha renovado por completo. El fundador, Tim Stamper, se desempeñó como director, mientras que Gregg Mayles se encargó del diseño. Andrew Collard y Brendan Gunn, que ya produjeron en el primero, también laboraron en el diseño. En respuesta a las quejas de los jugadores más veteranos, se ha elevado el nivel de dificultad, hacerlo que sea más difícil que su predecesor. Según el sitio web Unseen 64, estaba previsto inicialmente para Virtual Boy. Sin embargo, el fracaso de esta consola llevó a publicarlo en Super Nintendo.
Mark Stevenson, que se incorporó a Rare en las primeras fases de producción, en febrero de 1995, cuenta el orgullo que sintió al trabajar para los hermanos Tim y Chris Stamper y afirma que siguen utilizar la misma técnica de poner a todos sus empleados en sana competencia para sacar lo mejor de ellos. Stevenson afirma: «Incluso teníamos la impresión de que nuestros mayores competidores no estaban fuera de la empresa, sino dentro de la propia compañía». Se consideraron varios títulos, entre ellos DK Rescue!, Diddy's Day Out, Diddy's Wild Country, Diddy's Wild Frontier. Pero fue Diddy Kong's Quest el elegido, con un ligero cambio. El apóstrofo s se trasladó a Diddy para dar lugar a Diddy's Kong Quest, ya que «Kong Quest» es un juego de palabras con «Conquest» por lo que significa «la conquista de Diddy», en lugar de «la búsqueda de Diddy Kong». Afirma que para esta segunda entrega, Nintendo ha depositado su confianza en Rare y ha habido muy poca interacción. En su opinión, el éxito dio a ambos la confianza suficiente para considerar que no había necesidad de involucrarse.

### Tecnología

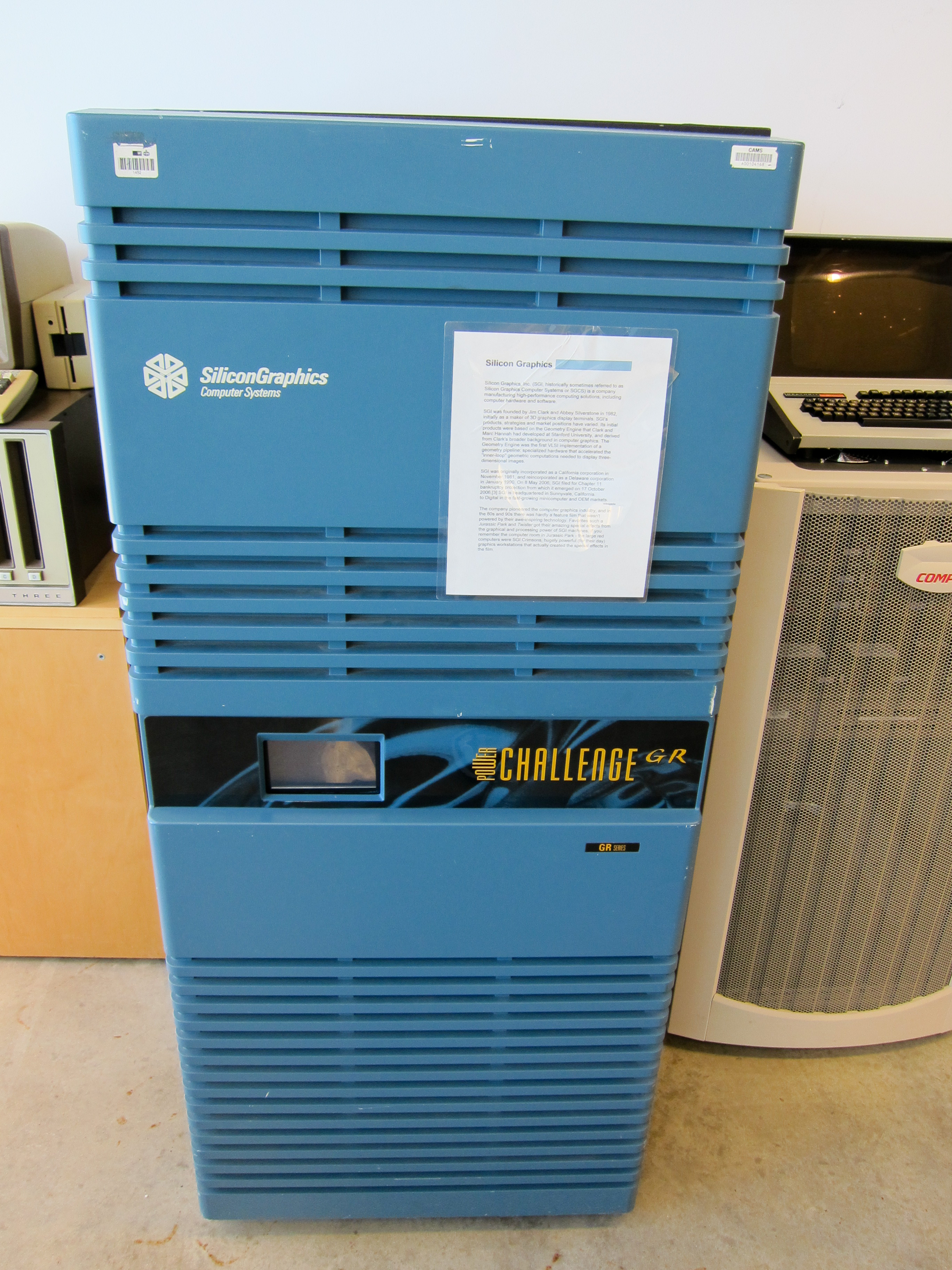
Un superordenador Power Challenge, de la gama Challenge, similar a los utilizados por Rare para desarrollar Diddy's Kong Quest.

El juego utiliza la misma técnica de visualización Silicon Graphics, empleada en la primera entrega. Esta denominada Advanced Computer Modeling (ACM), muestra imágenes pre-renderizadas de objetos tridimensionales y las transforma en sprites bidimensionales u objetos de fondo.
Los gráficos se realizan con el software PowerAnimator. La técnica consiste en crear imágenes de muy alta calidad en hardware de alto rendimiento y luego integrarlos visualizándolos en un sistema más modesto. Se dibujan varias líneas en la paleta de gráficos para crear un esqueleto alámbrico en 3D. PowerAnimator calcula las formas y volúmenes del objeto. A continuación, se cubren las superficies de manera uniforme y, por último, se añaden las texturas y, si es necesario, la iluminación. Es una que ahorra muchísimo tiempo, porque antes se requería cierta habilidad artística para dibujar los personajes y elementos en todos los ángulos y posiciones necesarios, y con la iluminación adecuada. Cada parte existe como modelo 3D y luego se integra, con acción limitada para los personajes, en la producción final para crear un título bidimensional. Los programadores laboraron con hardware de vanguardia de Silicon Graphics, Challenge, incluida una tan grande como cuatro grandes frigoríficos estadounidenses, que hace las veces de supercomputadora. En aquella época, un nuevo método de compresión de datos desarrollado permitía incorporar más detalles y animaciones en cada sprite, para un espacio de memoria dado de lo que nunca había sido posible para un videojuego de Super Nintendo. Esto permite capturar mejor los visuales prerrenderizados. Tanto Nintendo como Rare llaman a esta de creación de imágenes ACM, por Advanced Computer Modelling —modelado avanzado por ordenador—.
Gunn cuenta que, al principio, el grupo estaba receloso, porque la empresa DMA Design había producido una entrega con la misma tecnología, en Uniracers. Pero cuando salió a la venta a finales de 1994, los miembros se tranquilizaron al ver que no alcanzaba el nivel técnico de sus creaciones. Señala que, incorpora algunos gráficos prerrenderizados, Donkey Kong Country es totalmente de esta forma. Pero el equipo pensó que la competencia seguiría su ejemplo y decidió introducir una serie de innovaciones, como nuevos fondos, nuevos amigos animales y nuevos enemigos. Recuerda: «En Rare solíamos decir que uno es tan bueno como su próximo juego». Las primeras reuniones se centraron en el universo que había que haría y las posibilidades de optimizar lo que se había producido.

### Diseño de niveles
En primer lugar, como en el primer juego de la serie, el equipo se reúne para decidir los temas y entornos de los distintos mundos. Pensó que ya había cubierto todos los temas utilizados, como la selva, las cuevas, la mina y el bosque, así que decidió crear niveles con temas nuevos, como de la colmena y la zarza. Aunque el de la selva de la primera entrega se deriva lógicamente de la naturaleza simiesca de Donkey Kong, quería algo un poco diferente para esta secuela. Gregg Mayles lleva mucho tiempo fascinado por el mundo de la piratería, que califica de «fascinante». Algunas fases están muy influenciados por este tema, pero no sólo eso; la narrativa general también se basa en lo mismo. Mayle supone que a todo el grupo le encantan los piratas, así que la elección era más fácil. El argumento es una reinterpretación de Donkey Kong Jr., en el que el hijo de Donkey Kong intenta rescatar a su padre de las manos de Mario.
Una vez que ha terminado de imaginar las localizaciones y los escenarios, decide rellenarlos de la misma manera, inspirarse en el tema. Como en la primera obra, dibuja bocetos en papel, en hojas A4, y para las fases utiliza notas Post-it que pueden pegarse a la pared una al lado de la otra. De este modo, cada parte puede desplazarse si es necesario, o incluso cambiarse. Algunas de las ideas proceden del proceso de desarrollo de Donkey Kong Country, pero todas las demás son nuevas y creadas directamente para Diddy's Kong Quest. Así que no hay zonas que se hayan creado antes y se repitan tal cual.
El personal quería conservar la velocidad introducida en el primera entrega y la posibilidad de completarlo de un tirón si el jugador está en el momento adecuado. Pero consideran que añadirlo sólo acabaría repetir lo mismo. Por ello, Gregg Mayles quiere producir la mecánica hacerlo menos lineal, y ha optado por centrarse en el aspecto de la exploración, manteniendo los aspectos básicos de fluidez y rapidez. Según Retro Gamer, el hecho de que se centre más en la exploración que en la posibilidad de completarlo de una sola vez quizá se deba al escaso tiempo de producción. De hecho, este aspecto, en el que se basa el primer juego requiere mucho trabajo y ajustes en el diseño de niveles y el equilibrio, por lo que la evolución del sistema, puede deberse al deseo de limitar este proceso en el tiempo. Las fichas DK son el resultado de este nuevo enfoque en la exploración. Como resultado, cuenta con una serie de salas de bonificación opcionales, pero la mayoría de ellas sólo pueden descubrirse si se mantiene al tanto de los diversos consejos destilados. El equipo estaba tratando de esconder ingeniosamente estas fichas en lugares que se puedan imaginar, en lugar de limitarse a colocarlas en las paredes donde se esconden habitualmente los pasadizos secretos en el primer título.
El área secreta desbloqueable «Lost World» es el resultado del deseo de añadir un poco más de intriga e intentar alargar la duración. Como resultado, en todos los niveles de bonificación se pueden obtener monedas Krem, entre otros muchos objetos: las fases de bonificación no se han creado específicamente para este fin. En respuesta a la demanda de los jugadores que aprecian este aspecto, incluye un gran número para coleccionar, como monedas plátano y varios globos que dan vida. Por tanto, tiene muchos más materiales que recoger que su predecesor.

### Diseño de personajes
Para sorprender a los jugadores, el equipo decidió dejar a Donkey Kong en un segundo plano, en favor de Diddy, que se convirtió en el protagonista. Dudó entre eliminar a Diddy o a Donkey, pero al final era este último el que se llevó la peor parte al crear uno nuevo. Mayles señala que se atrevieron a prescindir del icónico de la serie, probablemente porque el grupo es joven —él mismo tenía veintitrés años durante el desarrollo— y no temía correr riesgos. Utilizó el sistema de dúos para mantener el principio del títere y creó a la compañera de Diddy, Dixie Kong. Donkey Kong y Diddy Kong tienen una mecánica similar. Sin embargo, se decidió con Dixie crear dos héroes con habilidades muy diferentes para obligar a cambiarlos con regularidad. Para el equipo, las sensaciones a los mandos de cada uno tenían que ser diferentes, así que inventaron la capacidad de Dixie de planear y volver a bajar gradualmente. Este es objeto de numerosas reflexiones. Estuvo creado por Steeve Mayles, que trabaja en animación y modelado 3D. Su hermano Gregg señala que la decisión de introducir un personaje femenino se tomó antes de la creación de la cola de caballo, por lo que esta mecánica no influyó en la decisión. Añade que esta elección no se hizo para introducir a toda costa la representación hembra en los usuarios o en el juego. Señala que esto no se hizo para satisfacer las expectativas de personas potenciales. Inicialmente, la coleta se creó para dar un efecto visual detrás al correr. Gregg Mayles revela que cuando vio este peinado, pensó «oh, podemos hacer algo con esto». Se crea así el concepto de descenso por medio de la coleta, permitir actuar como un helicóptero. Mayles describe esta creación como una «feliz coincidencia». Como el proceso de modelado lleva mucho tiempo, el grupo optó por empezar con Diddy, añadir la coleta y cambiar la ropa, para luego ir haciéndolo poco a poco más femenino. Se barajan casi cincuenta nombres para Dixie, entre ellos Didene, Dee, Daisy, Dandi, Dolly, Dizzie, Danni, Dippy o Ducky. Pero optó por Diddiane, antes de decidirse finalmente por Dixie. Éste lleva una boina como tocado. Al igual que en la primera entrega, Shigeru Miyamoto participa en la creación de los protagonistas, al igual que varios programadores de Nintendo, y hace varias sugerencias. Miyamoto sugirió varios diseños para decorar la boina, entre ellos un plátano, un corazón o un logotipo. Rare optó por esta última idea, y mostró un pequeño logotipo de la empresa en el lado derecho. Además, ha ideado un logotipo inspirado en el del grupo musical ABBA, con una de las B al revés. Rare la retomó y añadió una D al revés al logotipo de la gorra de Diddy, y otra en la dirección correcta en el de Dixie. También se creó en detrimento de Candy Kong, la prometida de Donkey, que había sido eliminada del reparto porque Nintendo la consideraba demasiado sexy.
Para Gregg Mayles, la transformación de Diddy y Dixie en los amigos animales que montaban en el primera entrega es una evolución lógica. Hay varias razones para esta elección de diseño. Por un lado, no quería que los personajes montados estorbaran por su tamaño. Además, para el loro, por ejemplo, que es muy ágil, la adición de los dos monos habría reducido considerablemente su maniobrabilidad. También se crearon nuevos antagonistas. Durante el proceso de producción del primer juego, el personal pasó muchas horas perfeccionar la tecnología utilizada, así como los fondos. Sin embargo, durante la producción de Diddy's Konq Quest, ya no tenían todo eso que crear y, por tanto, tuvieron más tiempo para trabajar en el sistema de las fases, pero sobre todo en los jefes. En el primer título, estos últimos son todos prácticamente iguales, con una mecánica similar, mientras que los sistemas para derrotarlos son más complejos en Diddy's Kong Quest. Esta ganancia de tiempo permite pensar más detenidamente en las mecánicas durante estas batallas.

## Banda sonora
La banda sonora de Donkey Kong Country 2: Diddy's Kong Quest está compuesta por David Wise. Se publicó en Estados Unidos en 1995 con el título The Original Donkey Kong Country 2 Soundtrack. En Japón se estrenó en 1996 con el nombre Super Donkey Kong 2 Dixie & Diddy Original Sound Version. Las composiciones siguen siendo similares a las del primer juego. La pista de sonido es «chiflada», tiliza libremente la percusión y géneros eclécticos que van desde las formaciones orquestales hasta la música disco y el hip hop. Combina melodías y ritmos pegadizos con sensaciones cómicas y melancólicas. A veces, ciertos temas parecen impregnados de la melodía de Vangelis, mientras que otros recuerdan el enfoque musical de las composiciones de Phil Collins. David Wise cita el trabajo de Kōji Kondō en Mario y las entregas de Zelda como influencia a la hora de crear la armonía de Donkey Kong Country. También cita la música de Geoff y Tim Fallin en el título Plok, así como bandas sonoras de películas de los ochenta compuestas con sintetizadores. Al igual que en el videojuego anterior, Wise produjo música para el chip SPC700 con la idea de que sonara como el sintetizador Korg Wavestation.
| N.º | Título                                    | Duración |  |
| 1.  | «K. Rool Returns (Title Theme)»           | 0:42     |  |
| 2.  | «Welcome to Crocodile Isle (Map Screen)»  | 1:12     |  |
| 3.  | «Klomp's Romp (Pirate Panic)»             | 2:29     |  |
| 4.  | «Lockjaw's Saga (Lockjaw's Locker)»       | 2:04     |  |
| 5.  | «Jib Jig (Mainbrace Mayhem)»              | 2:00     |  |
| 6.  | «Swanky Swing (Swanky's Bonus Bonanza)»   | 0:59     |  |
| 7.  | «Snakey Chantey (Rattle Battle)»          | 1:40     |  |
| 8.  | «Bayou Boogie (Barrel Bayou)»             | 1:40     |  |
| 9.  | «School House Harmony (Wrinkly's Theme)»  | 1:48     |  |
| 10. | «Forest Interlude (Web Woods)»            | 3:11     |  |
| 11. | «Funky the Main Monkey (Funky's Theme)»   | 1:06     |  |
| 12. | «Flight of the Zinger (Hornet Hole)»      | 2:34     |  |
| 13. | «Cranky's Conga (Cranky's Theme)»         | 1:26     |  |
| 14. | «Hot-Head Bop (Hot-Head Hop)»             | 2:09     |  |
| 15. | «Run, Rambi! Run! (Parrot Chute Panic)»   | 0:51     |  |
| 16. | «Token Tango (Bonus Level)»               | 1:15     |  |
| 17. | «Stickerbush Symphony (Bramble Blast)»    | 2:23     |  |
| 18. | «Bad Bird Rag (Screech's Sprint)»         | 1:05     |  |
| 19. | «Disco Train (Target Terror)»             | 2:39     |  |
| 20. | «Boss Bossanova (Boss Tune)»              | 1:15     |  |
| 21. | «Steel Drum Rhumba (Option Screen)»       | 1:07     |  |
| 22. | «Krook's March (Chain Link Chamber)»      | 2:03     |  |
| 23. | «Klubba's Reveille (Klubba's Kiosk)»      | 1:08     |  |
| 24. | «Haunted Chase (Haunted Hall)»            | 2:23     |  |
| 25. | «In a Snow-Bound Land (Clapper's Cavern)» | 3:12     |  |
| 26. | «Lost World Anthem (The Lost World)»      | 1:44     |  |
| 27. | «Primal Rave (Animal Antics)»             | 1:50     |  |
| 28. | «Crocodile Cacophony (K. Rool's Theme)»   | 1:33     |  |
| 29. | «Donkey Kong Rescued (Credits Roll)»      | 2:18     |  |

| Pistas no listadas |                   |          |  |
| N.º                | Título            | Duración |  |
| 30.                | «Blank Track»     | 0:07     |  |
| 31.                | «Blank Track»     | 0:07     |  |
| 32.                | «Blank Track»     | 0:07     |  |
| 33.                | «Blank Track»     | 0:07     |  |
| 34.                | «Blank Track»     | 0:07     |  |
| 35.                | «Rare Logo»       | 0:14     |  |
| 36.                | «Failure 1»       | 0:07     |  |
| 37.                | «Failure 2»       | 0:08     |  |
| 38.                | «Failure 3»       | 0:07     |  |
| 39.                | «Failure 4»       | 0:07     |  |
| 40.                | «Failure 5»       | 0:10     |  |
| 41.                | «Failure 6»       | 0:10     |  |
| 42.                | «Failure 7»       | 0:15     |  |
| 43.                | «Failure 8»       | 0:07     |  |
| 44.                | «Failure 9»       | 0:08     |  |
| 45.                | «Failure 10»      | 0:07     |  |
| 46.                | «Failure 11»      | 0:07     |  |
| 47.                | «Failure 12»      | 0:07     |  |
| 48.                | «Failure 13»      | 0:07     |  |
| 49.                | «Failure 14»      | 0:07     |  |
| 50.                | «Failure 15»      | 0:07     |  |
| 51.                | «Diddy's Victory» | 0:27     |  |
| 52.                | «Dixie's Victory» | 0:13     |  |
| 53.                | «False Triumph»   | 0:37     |  |
| 54.                | «Failure 16»      | 0:08     |  |
| 55.                | «Game Over»       | 0:20     |  |

## Comercialización
Donkey Kong Country 2: Diddy's Kong Quest salió a la venta en Norteamérica el 20 de noviembre de 1995, el 21 de noviembre en Japón con el título スーパードンキーコング 2 (Super Donkey Kong 2?) y en Europa a partir del 14 de diciembre. A mediados de diciembre de 2003 se anunció una adaptación para Game Boy Advance para el segundo trimestre de 2004. Se estrenó con el nombre Donkey Kong Country 2 el 25 de junio de 2004 en Europa, el 1 de julio de 2004 en Japón con el título スーパードンキーコング 2ディクシー＆ディディー (Super Donkey Kong 2: Dixie & Diddy?), y el 15 de noviembre de 2004 en Norteamérica.
Se reeditado en la Consola Virtual de Wii en Europa el 18 de mayo de 2007, en América del Norte el 21 de mayo, y en Japón el 23 de octubre. En noviembre de 2012, la trilogía Donkey Kong Country ha sido retirada de toda el servicio. Salió para Wii U en Europa el 23 de octubre de 2014, en Japón el 26 noviembre, y en Norteamérica el 26 de febrero de 2015. Se volvió a publicar para la Consola Virtual del New Nintendo 3DS en Europa el 24 de marzo de 2016, en Japón el 6 abril, y en Norteamérica el 14 de abril. Estas versiones aprovechan las características que ofrecen las plataformas, como la función de pausa y la posibilidad de salir del juego y reanudarlo.

## Características específicas de la versión para Game Boy Advance
Donkey Kong Country 2 tiene casi todo el contenido de su predecesor. Pero al igual que la adaptación del primera entrega en la misma consola, ofrece unos efectos visuales que se quedan cortos respecto al original debido a las limitaciones técnicas de la plataforma. Los gráficos se adaptan al brillo de la pantalla del portátil. Debido a la diferencia de resolución, la visualización se ha recortado y los fondos y personajes se han simplificado ligeramente. El juego consta de cincuenta y dos niveles agrupados en ocho mundos. Esta adaptación incluye una serie de nuevas funciones y bonificaciones. La dificultad se ha incrementado respecto a la adaptación del primer título en esta misma consola portátil, del mismo modo que el ajuste realizado también en Diddy's Kong Quest. Un nuevo modo, «Diddy Dash», te permite completar fases en una contrarreloj. También incluye varios minijuegos multijugador que ofrecen la posibilidad de conseguir bonificaciones utilizando el Cable Link para conectar varias consolas entre sí: «Expresso Racing» le permite montar avestruces en una carrera con vista lateral para cuatro jugadores, «Funky's Flights II» permite pilotar un girocóptero y enviar misiles a los oponentes, y «Bug Catcher» ofrece capturar plagas alrededor de la cabaña. Un nuevo sistema de guardado permite guardar el progreso en cualquier nivel. Wrinkly Kong ofrece un nuevo servicio que permite ver un álbum de fotos, con enemigos incluidos. Cada uno completado hace ganar al jugador objetos como vidas o monedas. El usuario también pueden recoger plumas de oro. Se puede acceder a algunos minijuegos directamente desde el menú.
Rare estaba hacerlo la adaptación para Game Boy Advance, afirmó que ha mantenido «canales abiertos» con Nintendo a pesar de la absorción de la compañía por Microsoft. Algunas de las paletas de los niveles originales eran tan oscuras que resultaban injugables. Así que el equipo consiguió modificarlas y adaptarlas al sistema. Según Retro Gamer, incluía minijuegos para compensar las concesiones hechas en el aspecto visual.

## Recepción
Donkey Kong Country 2: Diddy's Kong Quest recibió elogios unánimes de la prensa especializada en su lanzamiento por sus gráficos mejorados, su mecánica más compleja, su mayor dificultad y su música. Tiene una puntuación media del 89,81 % en GameRankings, basada en doce opiniones.
Consoles + señala que se beneficia de una mayor profundidad, que el manejo es muy bueno y que el nivel de dificultad se ha incrementado «considerablemente». Sin embargo, lamenta el sistema de copia de seguridad. A Super Power le disgusta especialmente que no guarde el número de vidas acumuladas durante una partida. Player One considera que el manejo es «excelente». Joypad considera es más difícil, pero también más variado, con muchos pasadizos secretos. Estima que se tardará mucho tiempo en completar todos los retos. Según Computer and Video Games, ofrece mucho más que saltar sobre los enemigos y recoger plátanos, gracias sobre todo a la recolección de numerosos objetos. Electronic Gaming Monthly valora la mayor duración gracias a un sistema más complejo y un gran número de secretos, así como la interacción entre los dos personajes. En este caso, Game Players señala que se basa más en el uso conjunto de las habilidades de los dos protagonistas que el original, y elegir al protagonista adecuado para cada situación se convierte en algo esencial. Para Super Play, el atractivo reside en la gran diferencia entre estos dos monos. La revista también destaca una mayor variedad e inventivas mecánicas. GamePro, señala, sin embargo, una serie de etapa de dificultad elevados que pueden resultar complicados para los jugadores más jóvenes. Nintendo Power señala que los jefes son más complejos que en la primera entrega. Super Play señala que las animaciones son tan fluidas que a veces resulta difícil distinguir claramente cuándo el ataque del héroe es efectivo.
Aunque ya no tienen el efecto sorpresa del anterior, la calidad de los gráficos es unánimemente elogiada. GamePro los describe como «magníficos y limpios», señalar que está en cartucho en un sistema de 16 bits. La revista también destaca la belleza de los fondos. Consoles + calificó las animaciones de «impresionantes» sin ralentizaciones, y describió los colores como «soberbios». Joypad también destaca la calidad de los colores y las transparencias. Player One describe los visuales y como la lluvia, la niebla, el viento y la iluminación, como «sublimes». Super Power elogia la «variedad de escenarios» y la «belleza» de los efectos visuales. Computer and Video Games constata mejoras gráficas, sobre todo en cuanto a iluminación y fluidez de las animaciones de los personajes. Según Super Play, los usuarios podrían estar cansándose de ver los imágenes característicos de la franquicia Donkey Kong Country, pero no es el caso, gracias en particular a estos de iluminación. Sin embargo, señala algunos fondos extraños, dando la impresión de que «el título aún no está terminado».
Computer and Video Games describe la música como «mágica» y muy adecuada para la atmósfera de cada fase. GamePro considera que es enérgica en ciertos escenarios, pero señala que puede ser más tranquila en momentos más dramáticos. También aprecia los trucos sonoros. Según Consoles + las diversas pista de audio, como los gritos de los animales, proporcionan «una atmósfera muy bien lograda». Super Power la describe como «hechizante».
GamePro califica Diddy's Kong Quest de «fácilmente el mejor juego de Super Nintendo del año». Super Play deja claro que no es un simple copia y pega del primer título. Dice que es más grande, mejor y más divertido que su antecesor. Player One lo considera bello, divertido e innovador y cree que borra los defectos de su predecesor. Joypad considera que lo supera «por un margen considerable». Para Consoles +, equivale a Yoshi's Island. Super Power sigue considerar que este último es más original. Según GameFan, esta entrega para sistemas de 16 bits es mejor que todos los de plataformas disponibles en ese momento —1995—, en 32 o 64 bits. Super Play es uno de los únicos medios que reseña negativamente. Sin embargo, cree que Rare ha escuchado a los críticos y está disfrutando en general gracias a un poco más de profundidad en la mecánica.

### Versión de Game Boy Advance
Donkey Kong Country 2 para Game Boy Advance ha sido bien recibido por la prensa especializada cuando salió a la venta en 2004. El fiel port, mejorado con minijuegos, estuvo apreciado, al igual que los efectos visuales, que siguieron siendo de buena calidad a pesar de las concesiones hechas, inherentes a las capacidades técnicas de la plataforma. Esta versión también se considera a veces como uno de los mejores juegos de su género en la plataforma, o como una de las mejores conversiones de Super Nintendo para Game Boy Advance. Tiene una puntuación media del 81,14 % en GameRankings basada en veintiuno opiniones y el 80 % en Metacritic sobre la base de veintidós críticas.
Gamekult considera que la mecánica sigue siendo agradable —en 2004—, y cree que ha «envejecido bastante bien» a pesar de la escasez de novedades. Según GameSpot, los minijuegos ofrecen frecuentes descansos del sistema clásico de la franquicia. Sin embargo, señala que la dificultad  ha aumentado considerablemente, «lo que puede resultar frustrante para algunos usuarios más jóvenes o menos experimentados». NGC Magazine también señala algunas partes «terriblemente difíciles». Eurogamer considera que subsana algunos de los problemas de su predecesor pero no de la franquicia, como las muertes instantáneas y los problemas de detección de colisiones causados por el uso de gráficos prerrenderizados. Cree que el sistema complementaria de los dos personajes ofrece una dinámica más interesante. También valora las nuevas mecánicas introducidas, como los globos flotantes y los nuevos amigos animales. Aprecia los nuevos minijuegos y los califica de «divertidos» o de «buena relación calidad-precio». Según Official Nintendo Magazine, se han corregido algunos de los puntos débiles del primera entrega, por ejemplo gracias a la introducción de Dixie, un personaje con un sistema más rápida que Donkey Kong. GameSpy valora la configuración de los controles. Jeuxvideo.com destaca la variedad de niveles y sistema de juego. Cree que tiene una larga vida gracias a los numerosos secretos, objetos que recoger y etapas de bonificación. IGN considera que muy centrada en la recolección de objetos, permite obtener muchas vidas extra y «acaba un poco» con el interés general. Para este sitio, los minijuegos no son creaciones extraordinarias, pero demuestran que Rare no se conformaba con un simple port en el sentido estricto de la palabra.
GameSpot califica los gráficos de «soberbios». Afirma que el desplazamiento de paralaje da una sensación real de profundidad a los fondos, que se ven realzados por los efectos de la lluvia, la nieve y el viento que agitan las hojas de los árboles. También destaca la fluidez de las animaciones de los protagonistas. Además, añade que se han eliminado menos efectos que en la adaptación anterior, por lo que se parece mucho más a su modelo. Según IGN, el aspecto visual se mantiene diez años después del lanzamiento original, a pesar de las concesiones hechas durante la adaptación y la pérdida de parte de su brillo. Esta es también una opinión compartida por NGC Magazine. GameSpot señala que la música es más rica que en la adaptación del primer título para GBA. Destaca el realismo de los efectos de sonido, pero considera que el punto fuerte del audio es su melodía.
Tanto GameSpot como GameSpy lo califican como mucho mejor que la primera adaptación de la franquicia en la plataforma. Para GameSpy, es uno de los mejores ports de Super Nintendo para Game Boy Advance.  Esta es también la opinión de Jeuxvideo.com, que cree que «no ha envejecido ni un día». Para IGN, dista mucho de ser un simple port, aunque pueda resultar familiar a los usuarios del primer Donkey Kong Country. Describe la secuela como de calidad, y su adaptación como igual de buena. Eurogamer dice que no es un mal título, pero tampoco uno de los mejores. Según Gamekult, sigue siendo lo bastante bueno como para justificar su compra.

### Reediciones
Las versiones desmaterializadas de Donkey Kong Country 2: Diddy's Kong Quest estuvieron en general, bien recibidas por la prensa especializada cuando se reeditaron en 2000 y 2010. En cuanto a la versión para Wii, GameSpot señala que dista mucho de ser una simple secuela que añade nuevos niveles, y se muestra entusiasmado con todas las novedades, como los secretos, los numerosos objetos y los efectos visuales mejorados. Señala, sin embargo, que se necesita un mando, como el Classic Controller —para Wii— o el de GameCube; ya que el Wiimote no tiene suficientes botones. Según IGN, la elevada dificultad puede hacer las delicias de los hardcore, que a menudo encuentran demasiado fáciles de la época —años 2000 y 2010—, pero también puede confundir o desanimar a los demás. Para los aficionados a los juegos de plataformas y acción, Diddy's Kong Quest es una «obviedad». Añade que los cerca de ochocientos Wii points necesarios para adquirirlo merecen la pena. Nintendo Life coincide con la valoración de IGN sobre la dificultad y la posible frustración de algunos usuarios, pero añade que es «probablemente uno de los mejores títulos disponibles en la Consola Virtual». A pesar de su buena puntuación, Eurogamer considera que esta secuela ofrece pocas novedades y se muestra sorprendido de que Nintendo haya optado por reeditarlo. Desaconseja su compra, salvo a los aficionados de la franquicia. Nintendo Life también está probando las versiones de Wii U y Nintendo 3DS y también está disfrutando de estas reediciones.

### Ventas
Donkey Kong Country 2: Diddy's Kong Quest vendió un total de 5,15 millones de unidades en todo el mundo. Esta cifra es considerablemente inferior a la de su predecesor, Donkey Kong Country, que despachó casi nueve millones de copias. Este descenso puede explicarse por el lanzamiento de las consolas Sega Saturn y PlayStation. Además, la tecnología de gráficos prerrenderizados utilizada por Rare ya no es tan impresionante, a pesar de que la Super Nintendo ya no está en el centro de atención. Aun así, Diddy's Kong Quest obtuvo mejores resultados que A Link to the Past, que vendió 4,7 millones de unidades, o que Yoshi's Island, que salió a la venta unas semanas antes y comerció 4,1 millones de copias. En Norteamérica y Japón 4,37 millones de unidades, 2,21 millones y 2,16 millones respectivamente. Es el segundo juego más adquirido en 1995 después de Yoshi's Island y es el sexto más vendido de la consola. En Estados Unidos, en las semanas siguientes a su estreno, funcionó tan bien que los minoristas tuvieron dificultades para satisfacer la demanda. También en ese país, la versión para Game Boy Advance vendió 630 000 copias y generó unos ingresos de diecinueve millones de dólares hasta agosto de 2006. Entre enero de 2000 y agosto de 2006, se mantuvo como el 41.er videojuego más vendido de Game Boy Advance, Nintendo DS o PlayStation Portable.

### Premios
Donkey Kong Country 2: Diddy's Kong Quest nombrado mejor juego de Super Nintendo de 1995 por GamePro, destacado del año 1995 por la EMA en su clasificación Home Entertainment Awards: Video Games y elección de editores por IGN. También en 1995, Nintendo Power le concedió los títulos de mejor sonido, mejores gráficos y mejor desafío, así como el de mejor personaje acompañante para la araña Squitter y el de mejor antagonista para Kaptain K. Rool. El mismo año, Famitsu le concedió la designación de «Salón de la Fama - Oro». Por último, Game Players lo nombró la mejor entrega de Super Nintendo de 1995 y le concedió el título de mejores gráficos del año en una consola de 16 bits. Según Régis Monterrin, autor de L'Histoire de Donkey Kong, el libro dedicado a la franquicia en 2018, a pesar de la falta de sorpresa, Diddy's Kong Quest sigue siendo uno de los mejores videojuegos de la consola.
Nintendo Power lo clasificó en el puesto treinta y tres de su lista de los cien mejores juegos de 1997. En su número cien, de agosto de 2001, la revista Game Informer lo situó en el puesto sesenta y cinco de su lista de los cien mejores videojuegos de todos los tiempos. En agosto de 1996, los lectores de GamePro lo votaron como el mejor título de acción y aventura de la era de las consolas de 16 bits. En marzo de 2018, los lectores de Game Informer lo ubicaron en el puesto ciento veintitrés de una lista de los 300 mejores entregas de todos los tiempos. En mayo de ese año, Polygon lo situó en el sexto puesto de su top de videojuegos de Donkey Kong. En septiembre de 2014, IGN lo incluyó en su lista de los ciento veinticinco mejores de Nintendo de todos los tiempos.  En 2017, este último y Polygon lo colocaron  en su lista de juegos que faltaban en la biblioteca de Super NES Mini. En diciembre de 2004, IGN nombró a Donkey Kong Country 2, la adaptación para Game Boy Advance, segundo mejor título del mes.

## Posterioridad

### Series y personajes
A finales de 1995, el equipo de desarrollo de Diddy's Kong Quest se disolvió y la mayoría de los diseñadores se dedicaron al Project Dream, que más tarde se convertiría en Banjo-Kazooie (1998). A Donkey Kong Country 2: Diddy's Kong Quest le siguió un año después una secuela directa, también para Super Nintendo, titulada Donkey Kong Country 3: Dixie Kong's Double Trouble!, en la que Dixie Kong es la protagonista. La versión de Donkey Kong Country para la consola portátil Game Boy dio lugar a su propia serie derivada de tres títulos, con Donkey Kong Land, a la que siguieron Donkey Kong Land 2 y III, adaptaciones de Diddy's Kong Quest y Dixie Kong's Double Trouble! respectivamente.
Diddy y Dixie, que hicieron su primera aparición en esta entrega, vuelven a estar juntos en Donkey Kong Country: Tropical Freeze como personajes jugables. Dixie Kong también apareció en varios juegos derivados de la saga Donkey Kong, como Diddy Kong Racing DS, Donkey Kong Barrel Blast, o Donkey Konga 2. También aparece en títulos deportivos de la serie Mario, como Mario Hoops 3-on-3 o Mario Superstar Baseball. Además, su inclusión al roster de Super Smash Bros. Brawl se consideró una pelea junto a Diddy, pero finalmente se descartó; sin embargo, aparece allí en forma de pegatina. También en la serie Super Smash Bros., está presente en forma de espíritus y trajes Mii en Super Smash Bros. Ultimate. Kaptain K. Rool un nuevo combatiente en este juego, utiliza su trabuco y su sombrero pirata para combatir. Además de su inclusión en el plantel de luchadores, se incluyen el tema musical de su combate en Diddy's Kong Quest, su espíritu y un traje alternativo que hace referencia a un jefe finalmente eliminado del videojuego de Super Nintendo.
Uno de los minijuegos de WarioWare: D.I.Y. está basado en Diddy's Kong Quest. En junio de 2004, Nintendo creó una serie de 1 000 consolas portátiles Game Boy Advance SP amarillas y marrones con los colores y la imagen de Donkey Kong; en Japón, la empresa ofreció a los compradores de Donkey Konga 2 y Donkey Kong Country 2 la posibilidad de ganar una en un sorteo.